# گره (یکای سرعت)

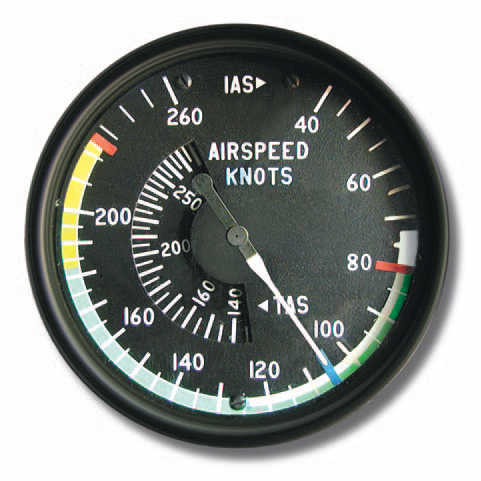
نمایی از نشانگر سرعت هواپیما که توسط واحد «گره» درجه‌بندی شده‌است.

گره که به آن گره دریایی نیز می‌گویند واحدی برای سنجش سرعت است. علامت مخفف آن در مکاتبات kn یا kt است. گره با این که جزو سیستم استاندارد بین‌المللی واحدها نیست، از نظر این سیستم شناخته شده‌ است.
گره معمولاً در ناوبری کاربرد دارد.

## تعریف
هر گره برابر ۱۸۵۲ متر در ساعت است.
طبق تعریف یک گرهٔ بین‌المللی برابر است با سرعت یک مایل دریایی بر ساعت برابر ۱۸۵۲ متر بر ساعت. این تعریف از نیمهٔ دوم قرن بیستم به تدریج در کشورهای مختلف پذیرفته شد. قبل از آن در کشورهای مختلف طبق تعریف مایل دریایی در سیستم‌های اندازه‌گیری معمول در آن کشورها تعریف می‌شد و در نتیجه در سراسر دنیا یکسان نبود. گره دریایی در قدیم گاهی به غلط به معنی مایل دریایی به کار می‌رفت.
سرعت وسیلهٔ نقلیه نسبت به سیالی که در آن قرار دارد (و نه زمین) معمولاً بر حسب گره سنجیده می‌شود.
واحد اندازه‌گیری مسافت را بر دریا گره می‌نامند که خود معادل ۱۸۵۲ متر است و به استعاره در غرب نات نامگذاری نموده‌اند که در ترجمه نات به معنای گره می‌باشد و بر اساس لغتنامه دهخدا، گره نامی پارسی است و ریشه در پارسی باستان دارد و از نظر بعدی نیز واحد اندازه‌گیری و ربع چارک است اما در این نامه که مختص به گره دریایی است گویند که دریانوردان ایران باستان به نخستین بار این واحد را ابداع نمودند. آنان ریسمانی را به داخل اب رها می‌نمودند که به فاصله هر ۶متر بر روی ان گره‌ای موجود بود و به زیر اب رها، به ان هنگام که کشتی ساکن بود گره‌ها نا پیدا بودند و هر جه بر سرعت کشتی اضافه می‌گشت و سرعتش فزونی می‌گرفت گره‌های روی ریسمان یک یه یک بیرون می‌آمدند و دریانوردان با شمارش گره‌های بر روی ریسمان سرعت شناور را تعیین می‌نمودند و با توجه به سرعت مسافت طی شده و باقی مانده را محاسبه می‌کردند.
اما موریسون اشارت دارد که گره دریایی تقریباً یکصد سال بعد از کریستف کلمب اختراع گشت و همانند ان ریسمان بود با این تفاوت که فاصله گره‌ها از یکدیگر به ۲ متر بود و در میان ایرانیان به ۶ متر و طول ریسمان آنان به ۶۰ متر و گویی از الیاف شاهدانه بافته شده بود
آنان ریسمانی را از الیاف شاهدانه می‌بافتند اما به ایران باستان از کنف و کنخا که هر دو در زمره واژگان پارسی و ریسمانی بافته شده از کنف که خود همان از پوست کتان بود و پیچ در پیچ و به‌غایت محکم و کنخا از الیاف کنف برهم تنیده که در غرب نیز ان را ناب می‌نامند و اصطلاحی برای آذین نمودن و بستن و در پایان برهانی قاطع بر وضع نخستین واحد سنجش سرعت دریایی در ایران باستان.
هر گره برابر ۱۸۵۲ متر در ساعت است.

## دلیل نام‌گذاری
در گذشته در بعضی کشتی‌ها سرعت را به این ترتیب اندازه می‌گرفتند که یک قطعه چوب را که طنابی به آن متصل بود از عقب کشتی به آب می‌انداختند. تکه چوب نسبت به آب ثابت می‌ماند و طناب با سرعت برابر با سرعت کشتی نسبت به آب از دستان ملوانی که سرعت را اندازه می‌گرفت می‌گذشت. روی طناب گره‌هایی در فواصل مشخص وجود داشت که ملوان با شمارش آن‌ها سرعت را اعلام می‌کرد. برخی دیگر نیز با ساعت شنی زمان را محاسبه می‌کردند. به این ترتیب سرعت کشتی محاسبه و به ناخدا اعلام می‌شد.